# André Chassaignon
 (février 2009).
Si vous disposez d'ouvrages ou d'articles de référence ou si vous connaissez des sites web de qualité traitant du thème abordé ici, merci de compléter l'article en donnant les références utiles à sa vérifiabilité et en les liant à la section « Notes et références ».
André Chassaignon est un journaliste et écrivain français, né à Paris le 26 novembre 1914, qui a publié de nombreux articles au sein de la revue Miroir des Sports et Miroir du cyclisme, ainsi que plusieurs ouvrages thématiques sur le sport comme le volleyball, l'alpinisme ou le ski en collaboration avec Félix Lévitan, J.-B. Grosborne, Jacques Mousseau et le Dr Philippe Encausse. Il a également travaillé comme journaliste au Parisien libéré et a suivi le procès de Nuremberg comme correspondant. 
Très impliqué durant une longue période dans l'action syndicale regroupant des journalistes sportifs de France, il est l'auteur de nombreux ouvrages dont, notamment, Retours vers la France. Récits de captivité, publié en 1945 par l'éditeur Littéraires artistiques, avec une préface de Charles Moulin, où il retrace le quotidien de sa captivité dans les camps de prisonniers allemands et le détail de ses évasions. On lui doit aussi d'autres ouvrages comme les Contes et légendes de Picardie publiés en 1955 chez Fernand Nathan, réédités en 1964 et illustrés par Philippe Degrave.
Il est décédé le 30 octobre 1961 dans le 15e arrondissement de Paris. Sa fille, Claudie Langlois-Chassaignon, elle-même décédée le 12 janvier 2010, publiait sous le pseudonyme de Marianne Valandré, des contes pour enfants.